# Oberstadion
Oberstadion är en kommun (tyska Gemeinde) i Alb-Donau-Kreis i förbundslandet Baden-Württemberg i Tyskland. Kommunen består av ortsdelarna (tyska Ortsteile) Oberstadion, Hundersingen, Moosbeuren och Mundeldingen. Folkmängden uppgår till cirka 1 600 invånare, på en yta av 15,8 kvadratkilometer.
Kommunen ingår i kommunalförbundet Munderkingen tillsammans med staden Munderkingen och kommunerna Emeringen, Emerkingen, Grundsheim, Hausen am Bussen, Lauterach, Obermarchtal, Rechtenstein, Rottenacker, Untermarchtal, Unterstadion och Unterwachingen.

## Befolkningsutveckling
| Befolkningsutvecklingen i Oberstadion 1975–2015 | Befolkningsutvecklingen i Oberstadion 1975–2015 | Befolkningsutvecklingen i Oberstadion 1975–2015 | Befolkningsutvecklingen i Oberstadion 1975–2015 | Befolkningsutvecklingen i Oberstadion 1975–2015 |
| ----------------------------------------------- | ----------------------------------------------- | ----------------------------------------------- | ----------------------------------------------- | ----------------------------------------------- |
|                                                 |                                                 |                                                 |                                                 |                                                 |
| År                                              |                                                 |                                                 | Folkmängd                                       | Areal (ha)                                      |
| 1975                                            | 1975                                            |                                                 | 1 211                                           | 1 579                                           |
| 1980                                            | 1980                                            |                                                 | 1 195                                           |                                                 |
| 1985                                            | 1985                                            |                                                 | 1 209                                           | 1 581                                           |
| 1990                                            | 1990                                            |                                                 | 1 286                                           | 1 579                                           |
| 1995                                            | 1995                                            |                                                 | 1 501                                           |                                                 |
| 2000                                            | 2000                                            |                                                 | 1 578                                           | 1 580                                           |
| 2005                                            | 2005                                            |                                                 | 1 615                                           |                                                 |
| 2010                                            | 2010                                            |                                                 | 1 577                                           |                                                 |
| 2015                                            | 2015                                            |                                                 | 1 576                                           |                                                 |
|                                                 |                                                 |                                                 |                                                 |                                                 |